# Floris Adriaan van Hall
Pour les articles homonymes, voir Floris.
 (juin 2023).
Si vous disposez d'ouvrages ou d'articles de référence ou si vous connaissez des sites web de qualité traitant du thème abordé ici, merci de compléter l'article en donnant les références utiles à sa vérifiabilité et en les liant à la section « Notes et références ».
Floris Adriaan baron van Hall, né à Amsterdam le 15 mai 1791 et mort à La Haye le 29 mars 1866, est un important homme d'État néerlandais du milieu du XIXe siècle. En tant que représentant des milieux de commerce et bancaire de la capitale, il a joué en tant que politicien habile un rôle important aussi bien avant qu'après 1848, date du début de la démocratisation constitutionnelle des Pays-Bas.

## Biographie
Il étudia le droit à Amsterdam et Leyde, passa son doctorat dans cette dernière ville et s'établit en tant qu'avocat dans sa ville natale. Il y exerça jusqu'en 1842, lorsque Guillaume II le nomma d'abord ministre de la Justice pour prendre la succession de Cornelis Van Maanen, puis un an plus tard ministre des Finances. Dans cette dernière fonction, il assainit en 1844 les finances de l'État grâce à un emprunt obligataire cependant dit « volontaire ».
À partir de 1849, il fut membre de la Seconde Chambre des États généraux, jusqu'à ce qu'il succède en 1853 à Johan Rudolf Thorbecke en tant que président du gouvernement dans le cabinet Van Hall/Donker Curtius. Il parvint à calmer les consciences après le mouvement d'avril (Aprilbeweging), une fronde contre le fort pouvoir personnel de Guillaume III alors que des modifications constitutionnelles venaient de le brider.
Il fut élevé au titre de baron en 1856 par Guillaume III. En 1860, il dirige de nouveau un gouvernement, le cabinet Van Hall/Van Heemstra. Il refusa après cela une nomination au poste de gouverneur général des Indes orientales néerlandaises.